# Dębina (Trześń)
Dębina – część wsi Trześń w Polsce, położona w województwie podkarpackim, w powiecie tarnobrzeskim, w gminie Gorzyce.
Dawniej samodzielna miejscowość i gmina jednostkowa, licząca 18 mieszkańców w połowie XIX wieku